# Gotoku Sakai
Gotoku Sakai (Niigata,14. ožujka 1991.) je japanski nogometaš.

## Klupska karijera
Igrao je za klubove Albirex Niigata, Stuttgart i Hamburg.

## Reprezentativna karijera
Za japansku reprezentaciju igrao je od 2012. godine, odgiravši 25 utakmica.
S japanskom reprezentacijom Gotoku Sakai je igrao na svjetskom prvenstva u Brazilu 2014.

## Statistika
| Japan  | Japan | Japan |
| Godina | Nas.  | Gol.  |
| ------ | ----- | ----- |
| 2012.  | 2     | 0     |
| 2013.  | 9     | 0     |
| 2014.  | 7     | 0     |
| 2015.  | 7     | 0     |
| Ukupno | 25    | 0     |

## Vanjske poveznice
- National Football Teams